# Luis Coordes
Luis Ángel Núñez Coordes (Santo Domingo, 2 gennaio 1999) è un calciatore dominicano, centrocampista dell'Eintracht Norderstedt.

## Carriera

### Club
Cresciuto calcisticamente nel St. Pauli, esordisce con quest'ultima nel maggio del 2019 contro il Bochum.

### Nazionale
Originario di Santo Domingo, viene convocato nel 2021 dal CT dominicano Jacques Passy ed esordisce il 25 marzo 2021 in un match di qualificazioni al campionato del mondo 2022 vinto per 1-0 contro la nazionale della Dominica.